# Catechese
Catechese (Latijn: catechesis, Grieks: κατήχησις, katèchèsis, mondeling onderricht) betekent godsdienstonderwijs of opvoeden tot geloof. Historisch gebeurde dit vaak in de vorm van vraag en antwoord met behulp van een catechismus waarbij de catecheet onderricht geeft en in dialoog gaat met catechumenen. 
De meeste kerkverbanden of stromingen hebben hun eigen (didactische) methodes met eigen accenten op de geloofsleer. In de Rooms-Katholieke Kerk krijgen kinderen een belangrijke periode van catechese voor het uitreiken van de eerste communie en het toedienen van het vormsel. Volwassen doopleerlingen krijgen intensieve catechese tijdens de vastentijd voorafgaand aan het doopsel tijdens de paasnacht. In het protestantisme wordt het onderwijs van de kerk catechisatie genoemd. Jongeren worden er veelal in leeftijdsgroepen ingedeeld en krijgen (vaak) op een doordeweekse avond onderricht van de predikant, een ouderling, een kerkelijk werker of een vrijwilliger uit de gemeente. Ze leren bij over de geloofsbelijdenissen, het gebed, Gods wet en de sacramenten met ook enige aandacht voor bijbelstudie en ethiek. 

## Geschiedenis
In het vroege christendom is het woord 'catechese' de term voor het onderwijs dat niet-gelovige leerlingen kregen voorafgaand aan de doop, waarmee men overging naar het christendom. Dit dooponderwijs duurde soms heel lang, zo volgde Augustinus van Hippo twee jaar geloofsonderwijs.
Tijdens de Reformatie keert Maarten Luther zich tegen de gewoonte af om zonder kennis van het Heilig Avondmaal deel te nemen aan dit sacrament. Wie zonder kennis is, kan geen christen genoemd worden en kan niet deelnemen aan het sacrament. Vanaf 1523 is het in Wittenberg daarom de instelling dat zij die deel willen nemen aan het Avondmaal onderzocht worden op hun kennis. Later komt er een geloofsbelijdenis als afsluiting van de catechese en als toelating tot het Avondmaal voor in de plaats.
In Zürich worden in 1523 twee keer per jaar bijeenkomsten georganiseerd voor het onderwijs aan de kinderen. Dat verandert want in 1525 wordt er in Zürich iedere zondag catechese gegeven aan de kinderen. De Zwitserse reformatorische catechese stuurt bewust aan op het doen van geloofsbelijdenis van de jongeren. Het motief is niet, zoals in Wittenberg, om met kennis deel te nemen aan het Avondmaal, maar om het geloof dat hun ouders en peetouders bij hun doop beleden, nu zelf te belijden. De bekende reformator Hylrich Zwingli benadrukt hierbij in de lijn van de Vroege Kerk te handelen.
In Straatsburg maakt reformator Martin Bucer de verbinding tussen catechese en Avondmaal. Bij de afsluiting van de catechese is er een confirmatie in de vorm van handoplegging. Nadat men catechetisch onderwijs heeft ontvangen worden de jongeren voor de gemeente geëxamineerd over hun geloofskennis, daarna worden hun de handen opgelegd en ontvangen zij toegang tot het Avondmaal. De handen worden hen opgelegd als teken en zegel van de gave van de Heilige Geest.
In de Geneefse kerkorde van 1541 is bepaald dat er iedere zondag om 12.00 uur - in de drie kerkgebouwen - een catechismusdienst wordt gehouden voor de kinderen van de stad. Alle kinderen moeten hier verplicht heen. Na het catechetisch onderwijs in de onderbouw, mag men zich in de bovenbouw voorbereiden op de geloofsbelijdenis. Men legt geloofsbelijdenis af in de vorm van recitatie van een compendium van de leerstof. Hoewel Calvijn wel pleitte voor de handoplegging, is dat er in de praktijk niet van gekomen. De leeftijd waarop men geloofsbelijdenis deed - en toegelaten werd tot het Avondmaal - was ongeveer op twaalfjarige leeftijd.
Als reactie op de Reformatie heeft de katholieke kerk tijdens het Concilie van Trente (1545-1563) een belangrijke impuls gegeven aan de catechese. Aan protestantse zijde heeft de Synode van Dordrecht in (1618-1619) bepaald dat ouders hun kinderen thuis moeten onderwijzen in de christelijke religie. Zij krijgen een belangrijke rol, moeten uit de Bijbel voorlezen aan hun kinderen en hen naar de catechese van de kerksturen.
Sinds 1979 maakt de katholieke apostolische exhortatie Catechesi Tradendae een onderscheid tussen catechese met oog op inwijding en godsdienstonderwijs ten behoeve van alle, ook niet-katholieke, leerlingen.